# Іван Полянський (старшина УГА)
Іван Полянський (16 червня 1895, Стара Сіль — 22 лютого 1976, Елізабет) — підстаршина УСС, старшина УГА, громадський діяч. 

## Життєпис
Народився в селі Стара Сіль (нині Самбірського району Львівської області). До 27 листопада 1913 навчався у Перемишльській гімназії (деякий час в одному класі з Дмитром Паліївим).
Учасник Першої світової війни. Десятник 4-ї сотні УСС під керівництвом Зенона Носковського. 
З 1918 в Українській галицькій армії, отримав звання хорунжий, воював у 1-й бригаді УСС. Відзначився під час Чортківської офензиви. 29 червня 1919 року іменований четарем.
Після Другої світової війни проживав у місті Елізабет (штат Нью-Джерсі, США). Чл. управи Організації оборони Лемківщини у США та Канаді. Меценат. Працював в Українському публіцистично-науковому інституті. Кольпортер (поширювач) української періодики.
Помер у місті Елізабет.